# Mathias Heinonen
Mathias Heinonen es un deportista finlandés que compitió en vela en la clase Soling. Ganó una medalla de oro en el Campeonato Europeo de Soling de 2019.

## Palmarés internacional
| Campeonato Europeo | Campeonato Europeo | Campeonato Europeo | Campeonato Europeo |
| Año                | Lugar              | Medalla            | Clase              |
| ------------------ | ------------------ | ------------------ | ------------------ |
| 2019               | Torbole (Italia)   | Medalla de oro     | Soling             |